# Eymoutiers
Eymoutiers település Franciaországban, Haute-Vienne megyében. Lakosainak száma 2067 fő (2022. január 1.). Eymoutiers Chamberet, L’Église-aux-Bois, Augne, Bujaleuf, Domps, Nedde, Neuvic-Entier, Saint-Amand-le-Petit és Sainte-Anne-Saint-Priest községekkel határos.

## Népesség
A település népességének változása:
| Lakosok száma | 2057 | 2055 | 2082 | 2062 | 2064 | 2077 | 2087 | 2094 | 2067 |
|               | 2013 | 2015 | 2016 | 2017 | 2018 | 2019 | 2020 | 2021 | 2022 |